# اشغال کشورهای بالتیک توسط شوروی (۱۹۴۰)

گسترش شوروی در ۱۹۳۹–۱۹۴۰

اشغال کشورهای بالتیک توسط شوروی (انگلیسی: Soviet occupation of the Baltic states) دوره‌ای از پیمان‌های کمک متقابل شوروی و کشورهای حوزه دریای بالتیک در سال ۱۹۳۹، تا تهاجم و الحاق آن‌ها در سال ۱۹۴۰، تا اخراج‌های دسته‌جمعی در سال ۱۹۴۱ را پوشش می‌دهد.
در سپتامبر و اکتبر ۱۹۳۹، دولت شوروی کشورهای بسیار کوچکتر بالتیک را مجبور به انعقاد پیمان‌های کمک متقابل کرد که به شوروی این حق را می‌داد که در آنجا پایگاه‌های نظامی ایجاد کند. به دنبال تهاجم ارتش سرخ در تابستان ۱۹۴۰، مقامات شوروی دولت‌های بالتیک را مجبور به استعفا کردند. روسای جمهور استونی و لتونی زندانی شدند و بعداً در سیبری درگذشتند. تحت نظارت شوروی، دولت‌های کمونیستی دست نشانده جدید و همفکران آنها انتخاباتی تقلبی با نتایج جعلی ترتیب دادند. اندکی پس از آن، «مجلسات خلق» تازه منتخب قطعنامه‌هایی مبنی بر درخواست پذیرش در اتحاد جماهیر شوروی به تصویب رساندند. در ژوئن ۱۹۴۱، دولت‌های جدید شوروی تبعید دسته‌جمعی «دشمنان مردم» را انجام دادند. در نتیجه، در ابتدا بسیاری از مردم زمانی که یک هفته بعد این منطقه را اشغال کردند، از آلمان نازی به عنوان آزادی‌بخش استقبال کردند.